# Šluchot
Šluchot (hebrejsky שִׁלוּחוֹת‎, doslova „Výhonky“, anglicky Shluhot, v oficiálním seznamu sídel Sheluhot) je vesnice typu kibuc v Izraeli, v Severním distriktu, v Oblastní radě Emek ha-Ma'ajanot.

## Geografie
Leží v nadmořské výšce 124 metrů pod mořskou hladinou v intenzivně zemědělsky využívaném Bejtše'anském údolí, které je součástí Jordánského údolí. Jihozápadně od obce údolím prochází vádí Nachal Moda, živené četnými zdejšími prameny. Údolí je rovinaté, s rozsáhlými plochami umělých vodních nádrží a zemědělských pozemků. Člení ho jen nevelké pahorky, většinou lidského původu coby stopy dávného osídlení jako Tel Rechov jihovýchodně odtud. Na západ od vesnice se terén prudce zvedá do svahů pohoří Gilboa s horou Micpe Gilboa (500 m n. m.) nebo skalním stupněm Matlul Avinadav.
Vesnice je situována 25 kilometrů jižně od Galilejského jezera, 8 kilometrů západně od řeky Jordán, cca 2 kilometry jižně od města Bejt Še'an, cca 80 kilometrů severovýchodně od centra Tel Avivu a cca 58 kilometrů jihovýchodně od centra Haify. Šluchot obývají Židé, přičemž osídlení v tomto regionu je ryze židovské. Společně s nedalekými vesnicemi Tirat Cvi, Ejn ha-Naciv a Sde Elijahu vytváří blok nábožensky založených kibuců.
Šluchot je na dopravní síť napojen pomocí lokální silnice číslo 669.

## Dějiny
Šluchot byl založen v roce 1948. Skupina zakladatelů byli mladí nábožensky orientovaní Židé ve věku 18-19 let. Po 7 let procházeli zemědělským výcvikem v Sde Ja'akov. V letech 1945–1948 provizorně sídlili poblíž Pardes Chana. V roce 1948, ještě během války za nezávislost se usadili zde. Zakladatelé vesnice byli napojeni na mládežnické hnutí Bnej Akiva. Zpočátku sdíleli lokalitu společně se sousední sekulární skupinou, která zakládala kibuc Rešafim, později se odstěhovali o něco dál a oba kibucy se osamostatnily.
Až do roku 1948 stála v této lokalitě (cca 1 kilometr západně od nynějšího kibucu) arabská vesnice al-Ašrafija. Ta měla roku 1931 48 obyvatel a 11 domů. V květnu 1948, během Operace Gideon, v počáteční fázi války za nezávislost, byla dobyta izraelskými silami a místní arabské obyvatelstvo uprchlo do Jordánska. Zástavba v al-Ašrafija byla pak zničena.
Ekonomika kibucu Šluchot je založena na zemědělství a průmyslu. Rozvíjí se turistický ruch (například letní tábory pro židovskou mládež). V kibucu fungují zařízení předškolní péče o děti. Základní škola je v nedalekém Sde Elijahu.

## Demografie
Obyvatelstvo kibucu Šluchot je nábožensky založené. Podle údajů z roku 2014 tvořili naprostou většinu obyvatel v Šluchot Židé (včetně statistické kategorie „ostatní“, která zahrnuje nearabské obyvatele židovského původu ale bez formální příslušnosti k židovskému náboženství).
Jde o menší sídlo vesnického typu s dlouhodobě stagnující populací. K 31. prosinci 2014 zde žilo 488 lidí. Během roku 2014 populace klesla o 1,6 %.
| Rok            | 1948 | 1961 | 1972 | 1983 | 1995 | 2001 | 2003 | 2004 | 2005 | 2006 | 2007 | 2008 | 2009 | 2010 | 2011 | 2012 | 2013 | 2014 |
| -------------- | ---- | ---- | ---- | ---- | ---- | ---- | ---- | ---- | ---- | ---- | ---- | ---- | ---- | ---- | ---- | ---- | ---- | ---- |
| Počet obyvatel | 63   | 289  | 339  | 464  | 494  | 419  | 410  | 400  | 400  | 397  | 395  | 387  | 441  | 455  | 467  | 503  | 496  | 488  |